# Pakuhaji (Ngamprah)
Pakuhaji is een bestuurslaag in het regentschap Bandung Barat van de provincie West-Java, Indonesië. Pakuhaji telt 6717 inwoners (volkstelling 2010).